# Nicolas Hoydonckx
Nicolas Hoydonckx (Zolder, 1900. december 29. – 1985. február 4.) belga válogatott labdarúgó.
A belga válogatott tagjaként részt vett az 1930-as világbajnokságon illetve az 1928. évi nyári olimpiai játékokon.

## Külső hivatkozások
- Nicolas Hoydonckx a fifa.com honlapján Archiválva 2015. február 5-i dátummal a Wayback Machine-ben